# Březí (Bohdalovice)
Březí  (německy Wuretzhöfen) je zaniklá ves na  území obce Bohdalovice v okrese Český Krumlov.

## Historie
První písemná zmínka o Březí pochází z roku 1410. Od zavedení obecního zřízení v polovině 19. století bylo Březí osadou obce Svéráz. V roce 1930 zde stálo 6 domů a žilo zde 39 obyvatel. V 50. letech 20. století Březí zaniklo.